# Galerie nationale d'Irlande
Pour les articles homonymes, voir Galerie nationale.
La Galerie nationale d'Irlande (en anglais : National Gallery of Ireland, en irlandais : Ghailearaí Náisiúnta na hÉireann) abrite la collection nationale d'art irlandais et européen. Fondée en 1854 à Dublin, elle ouvrit ses portes dix ans plus tard. L'entrée est gratuite. L'actuel directeur est Sean Rainbird.

## Histoire
Au cœur de Dublin, la Galerie héberge de nombreuses œuvres irlandaises allant du XVIIe siècle au XXe, notamment avec un ensemble de salles dédiées aux tableaux de Jack Yeats, ainsi que d'autres œuvres du baroque italien ou de grands maîtres hollandais.

## Tableaux remarquables
- Portrait du prince Alexandre Farnèse par Sofonisba Anguissola
- L'Arrestation du Christ par Le Caravage (1602) - Huile sur toile, 133,5 × 169,5 cm
- Place Saint Marc par Canaletto
- Les Funérailles de Patrocle par David
- La Visite de la reine de Saba à Salomon par Lavinia Fontana
- David et Goliath par Orazio Gentileschi
- Portrait de Clarice Orsini par Ghirlandaio
- Portrait de Doña Antonia Zárate (1805) par Goya
- Jacob bénissant les fils de Joseph par Le Guerchin (1620)[1]
- Jeune Pêcheur et son panier par Hals
- Acis et Galatée par Poussin
- Intérieur avec personnages par Rembrandt
- Paysage avec le repos pendant la fuite en Égypte par Rembrandt
- Le Château de Bentheim par Van Ruysdaël
- Portrait de Baldassare Castiglione par Titien
- Ecce Homo par Titien
- La Cène d'Emmaus par Velasquez
- Femme écrivant une lettre et sa servante par Johannes Vermeer (vers 1670) - Huile sur toile, 71,1 × 58,4 cm

## Quelques peintres exposés
- Pierre Paul Rubens
- Jan Brueghel le Jeune
- Nicolas Poussin
- Jacques-Louis David
- Louis le Brocquy
- Gabriel Metsu
- Georg Pencz
- Luca Giordano
- Francesco Solimena
- Carlo Maratta
- Le Dominiquin
- Paolo Uccello
- William Hogarth
- Thomas Gainsborough
- Joshua Reynolds
- Walter Frederick Osborne

## Des œuvres

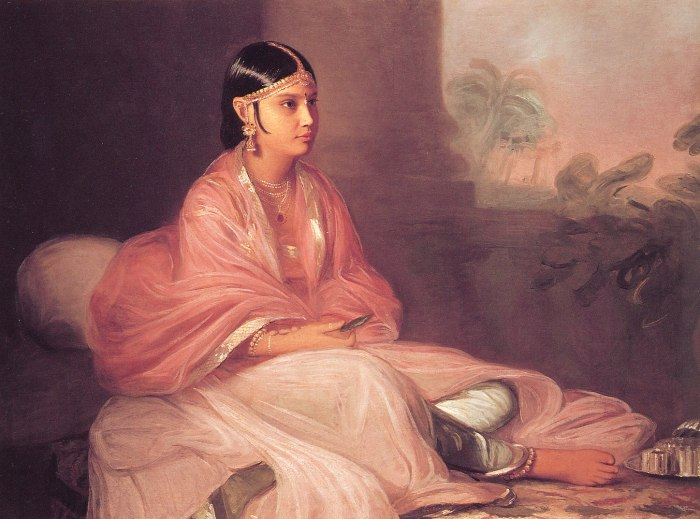
Thomas Hickey - Indian Lady : Indian bibi Jemdanee 1787.
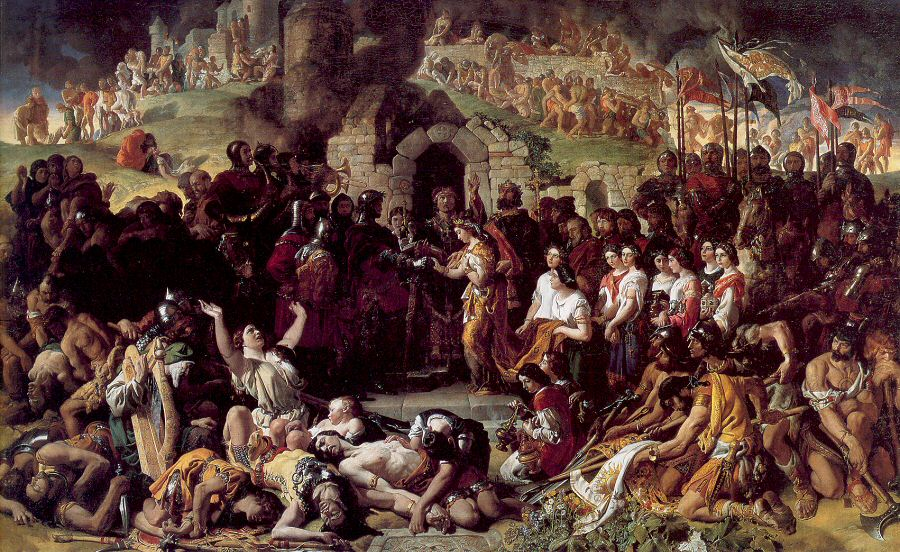
Daniel Maclise - Mariage de Aoife et Strongbow.
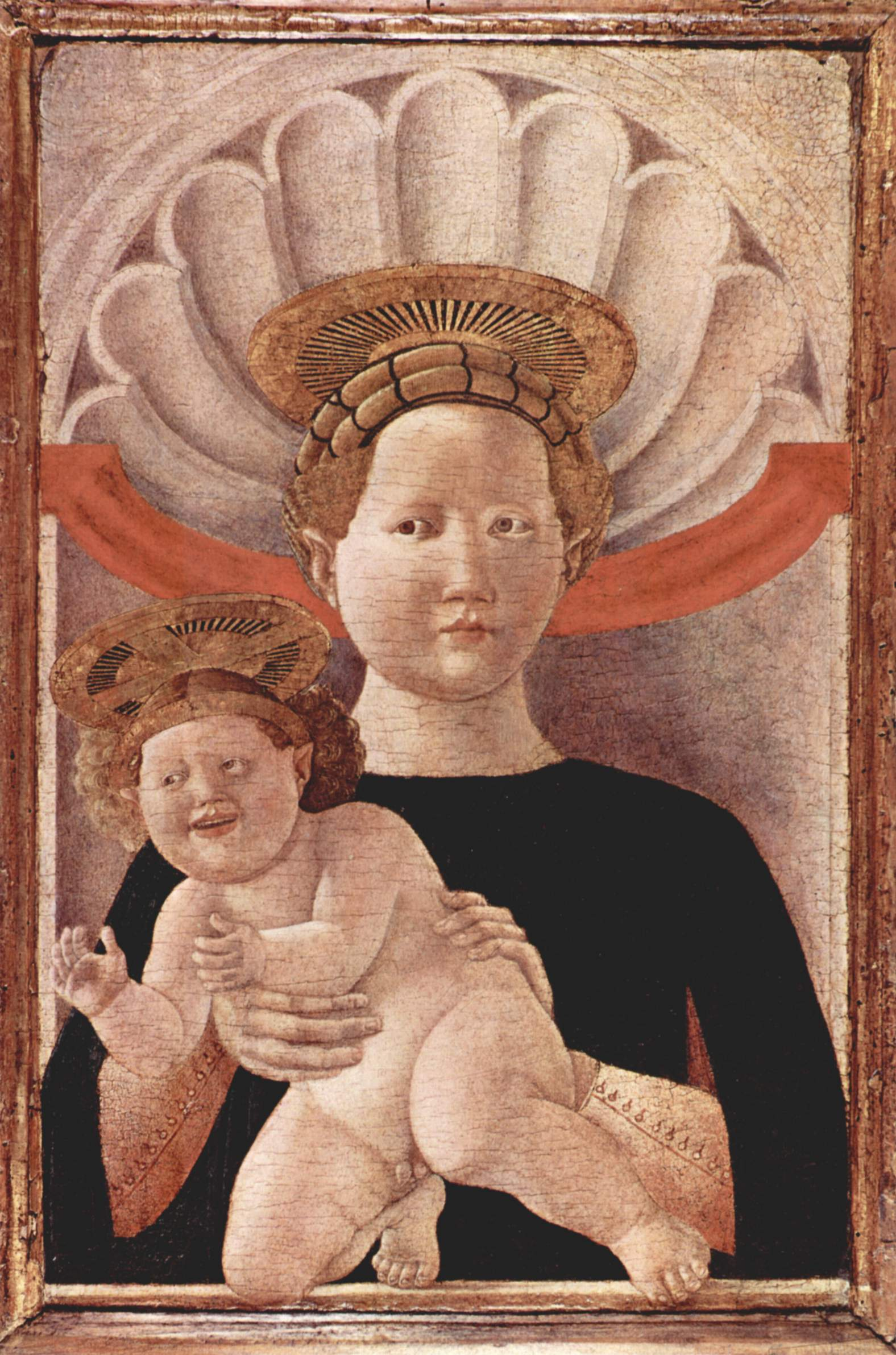
Paolo Uccello - Madonna 1445.
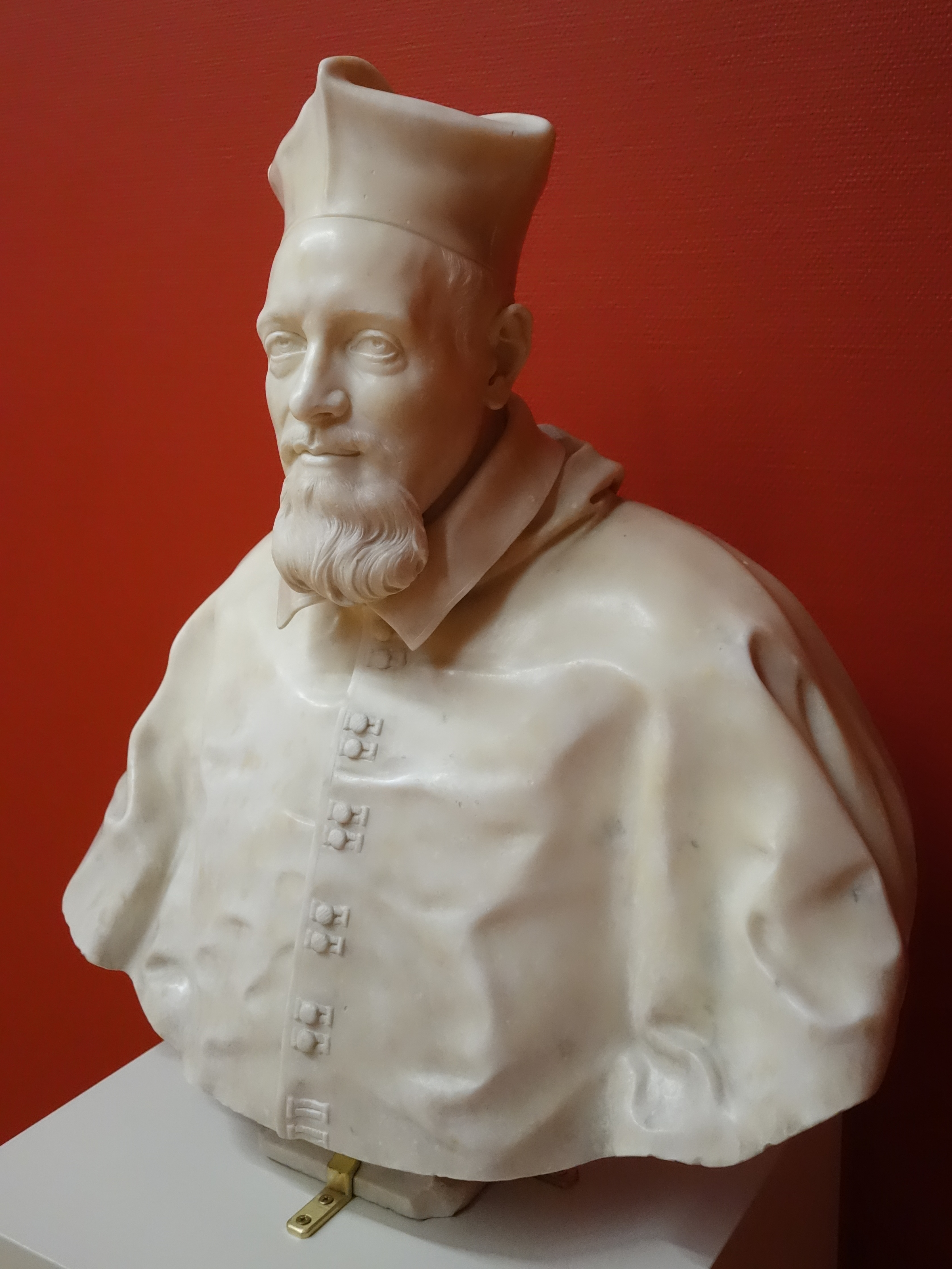
Buste du cardinal Guido Bentivoglio, marbre, vers 1640.
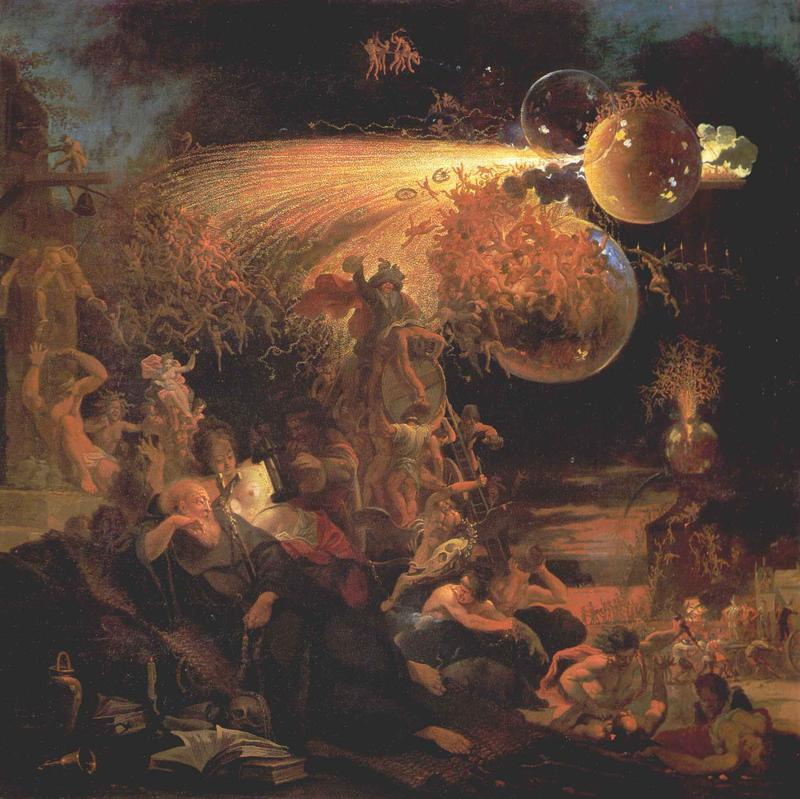
Domenicus van Wijnen - Tentation de Saint Antoine.
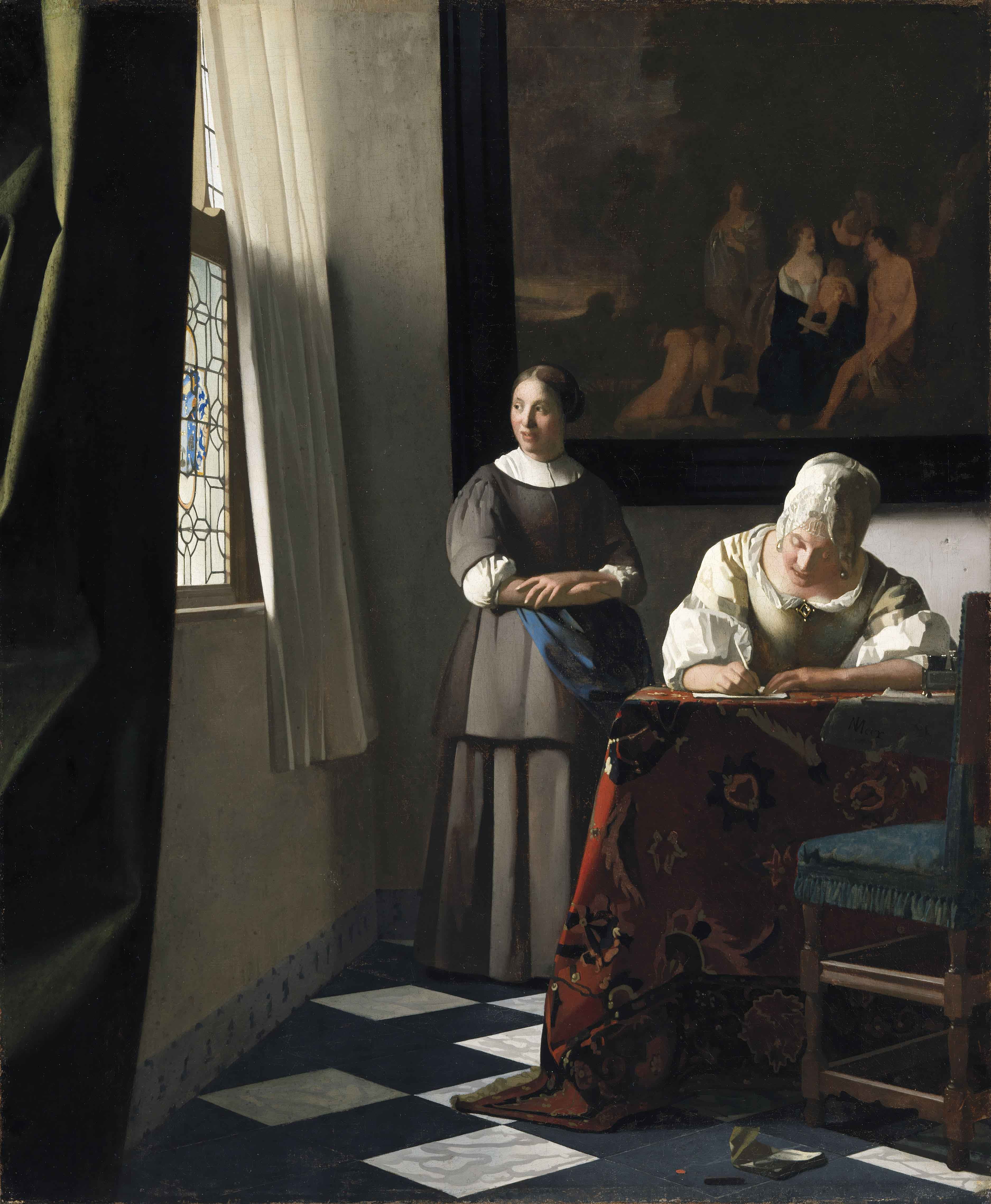
Johannes Vermeer - Femme écrivant une lettre et sa servante.
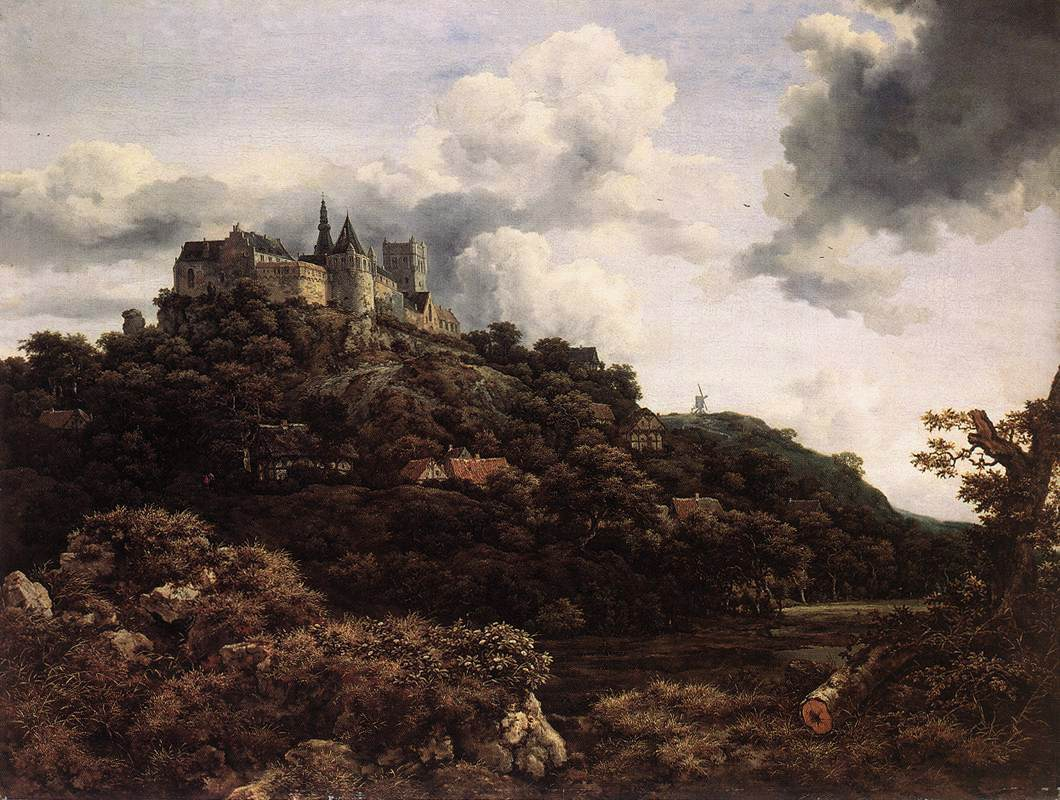
Jacob van Ruisdael - Le Château de Bentheim.
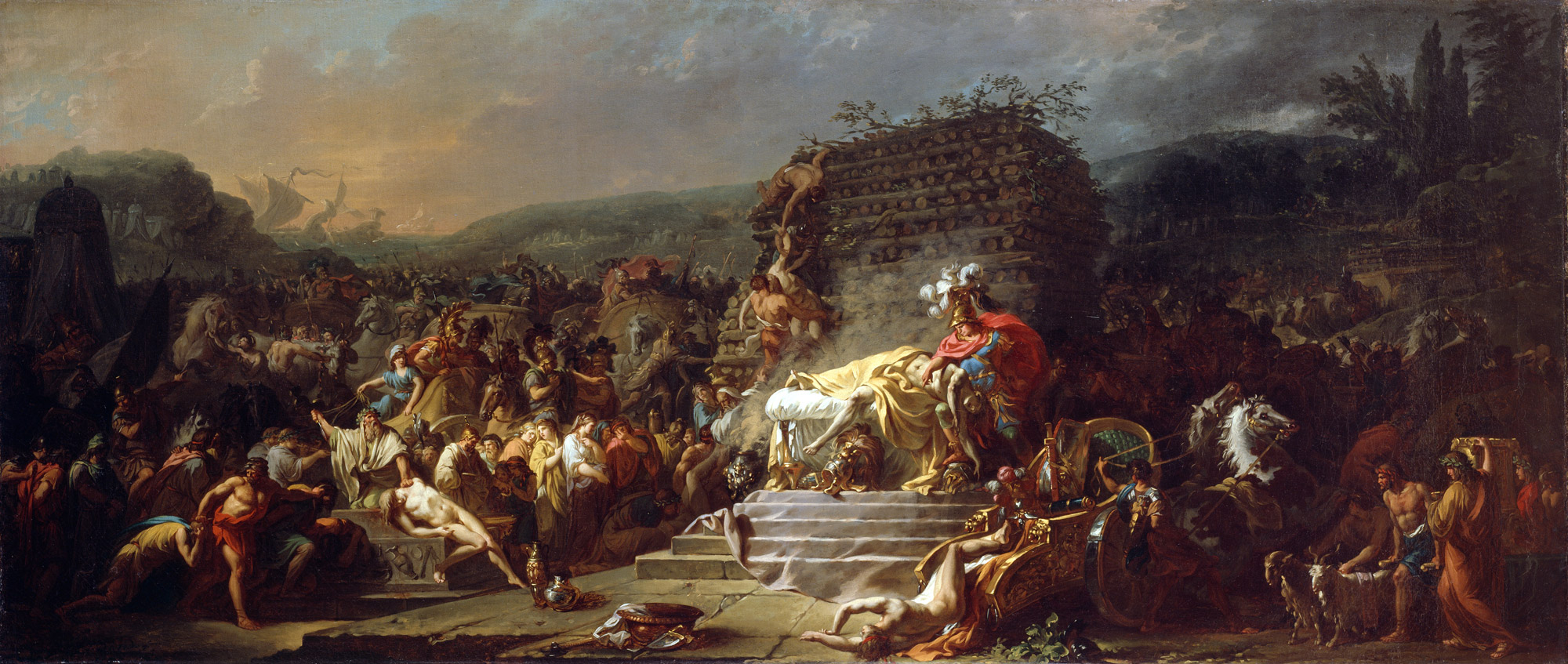
Jacques-Louis David - Les Funérailles de Patrocle.
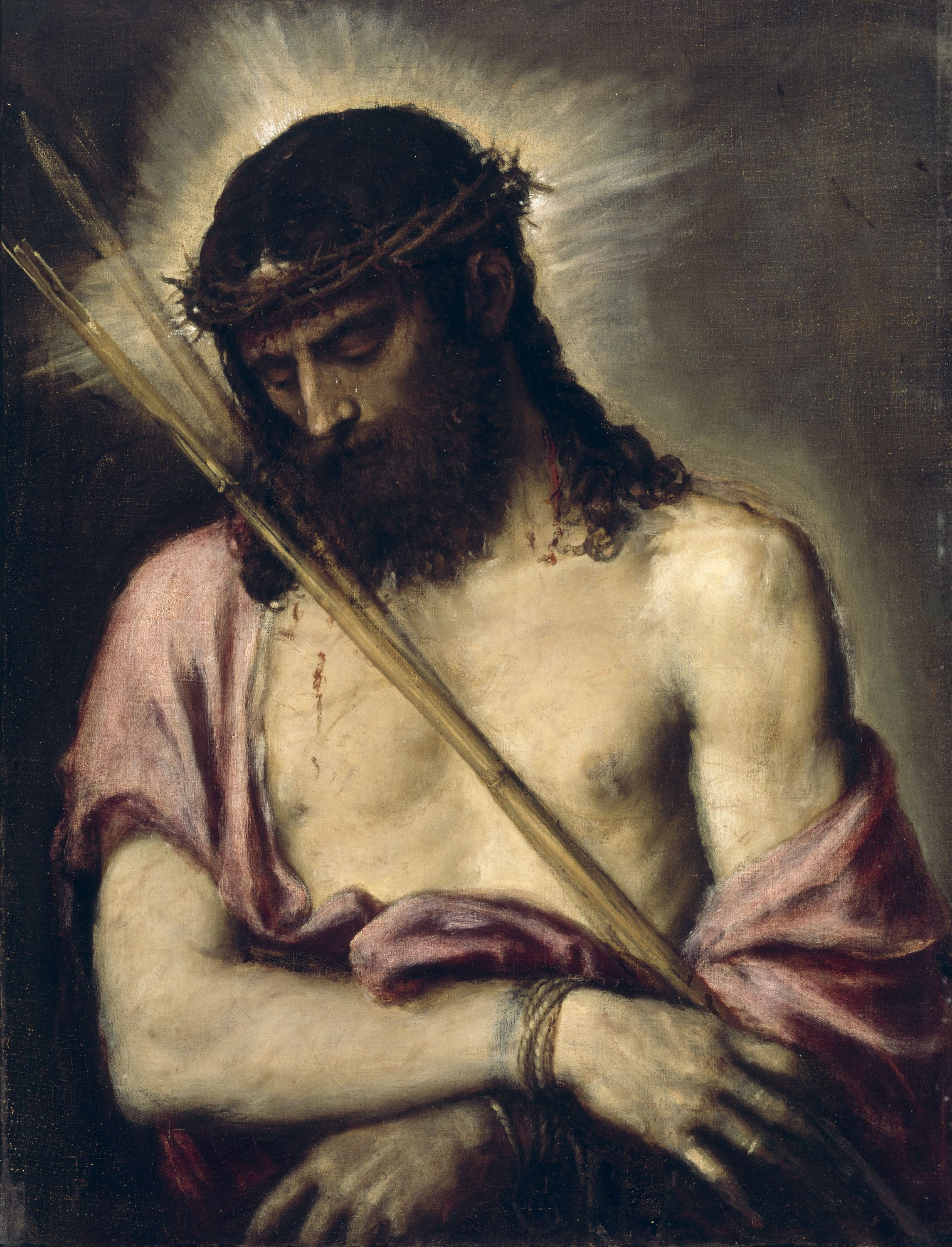
Titien - Ecce Homo.

## Demandes de restitution
En 2012 et 2013, la Galerie a reçu deux demandes de restitution concernant des tableaux qui auraient été vendus sous la contrainte ou spoliés sous le régime nazi. La famille de Rosa et Jakob Oppenheimer ont demandé la restitution d'une peinture attribué à Lucas Cranach l'Ancien et un Portrait de femme par un artiste allemand du XVIe siècle. Les héritiers d'Alfred Weinberger ont réclamé un tableau par un disciple de Bosch.